# Hans Cogne
Hans Cogne, född 1953, är en svensk grafisk formgivare och fotograf.
Cogne arbetade vid olika annonsbyråer från 1977 och drev eget företag från 1985. Från 1982 var han även verksam som fotograf och konstnär. Cogne har formgett ett antals böcker men även tidskrifter, affischer profilprogram med mera. 1992 gav han ut Requiem: fotografier 1984-88. Cogne har från 2000 varit professor vid Konstfack.